# 1961년 군비 통제 및 군축법
1961년 군비 통제 및 군축법(영어: Arms Control and Disarmament Act of 1961)(22 U.S.C. § 2551)은 세계를 군비의 부담과 전쟁의 재앙으로부터 보호하기 위해 종말론적 군비의 통제 및 감축을 위한 통치 기구를 설립하기 위해 제정되었다.
이 법은 제87차 의회에 의해 통과되었고 1961년 9월 26일에 존 F. 케네디 대통령이 서명했다.

## 법의 조항
군비 통제 및 군축법은 미국군축청(ACDA)을 설립했다. 이 미국 연방 조직은 미국의 암스 컨트롤 및 군축 정책의 수립 및 이행을 담당했다. 이 기관은 미국 행정부 및 입법부 공무원들에게 미국의 경제, 외교, 국가 안보 정책과 관련된 정보 및 권고 사항을 제공했다.
이 법은 군비 통제 및 군축청에 여러 핵심 기능을 부여했다.
- 군비 통제 및 군축 정책 수립을 위한 연구 수행, 조정 및 지원.
- 군비 통제 및 군축 평화 과정을 위한 국제 협상에서 미국의 참여 관리 및 준비.
- 군비 통제 및 군축 정책에 관한 미국 대중 정보의 조정 및 확산.
- 국내외 군비 통제 및 군축 활동의 통제 시스템에서 미국 참여를 위한 적절한 운영 및 준비.

## 법의 편
이 연방 법령은 국제 관계 및 교류 기록에 대한 미국의 외교 정책을 정의하는 제22편의 제35장으로 제정된 4개 편으로 작성되었다.

### 제1편 — 약칭, 목적 및 정의
22 U.S.C. § 2551 ~ 법의 목적
22 U.S.C. § 2552 ~ 법의 정의

### 제2편 — 조직
22 U.S.C. § 2561 ~ 기관 설립
22 U.S.C. § 2562 ~ 국장
22 U.S.C. § 2563 ~ 부국장
22 U.S.C. § 2564 ~ 보조 국장
22 U.S.C. § 2565 ~ 국, 실 및 부
22 U.S.C. § 2566 ~ 총 자문 위원회

### 제3편 — 기능
22 U.S.C. § 2571 ~ 연구
22 U.S.C. § 2572 ~ 특허
22 U.S.C. § 2573 ~ 정책 수립
22 U.S.C. § 2574 ~ 협상 및 관련 기능
22 U.S.C. § 2575 ~ 조정

### 제4편 — 일반 조항
22 U.S.C. § 2581 ~ 일반 권한
22 U.S.C. § 2582 ~ 외교관 예비역 및 직원
22 U.S.C. § 2583 ~ 계약 또는 지출
22 U.S.C. § 2584 ~ 이해충돌 및 이중 보상법
22 U.S.C. § 2585 ~ 보안 요구 사항
22 U.S.C. § 2586 ~ 회계감사원장 감사
22 U.S.C. § 2587 ~ 활동 및 시설의 기관 이전
22 U.S.C. § 2588 ~ 자금 사용
22 U.S.C. § 2589 ~ 세출
22 U.S.C. § 2590 ~ 의회 보고

## 1961년 법의 개정
미국 군비 통제 및 군축 조항과 관련된 미국 의회 입법에 대한 인가 연대기.
| 제정일           | 미국 공법    | 미국 회기별 법전 | 미국 법안  | 미국 대통령 행정부 |
| ---------------- | ------------ | ---------------- | ---------- | ------------------ |
| 1963년 11월 26일 | P.L. 88-186  | 77 Stat. 341     | S. 777     | 린든 B. 존슨       |
| 1965년 5월 22일  | P.L. 89-27   | 79 Stat. 117     | H.R. 2998  | 린든 B. 존슨       |
| 1968년 5월 23일  | P.L. 90-314  | 82 Stat. 129     | H.R. 14940 | 린든 B. 존슨       |
| 1970년 5월 12일  | P.L. 91-246  | 84 Stat. 207     | S. 3544    | 리처드 M. 닉슨     |
| 1974년 7월 8일   | P.L. 93-332  | 88 Stat. 289     | H.R. 12799 | 리처드 M. 닉슨     |
| 1977년 8월 17일  | P.L. 95-108  | 91 Stat. 871     | H.R. 6179  | 지미 E. 카터       |
| 1983년 12월 2일  | P.L. 98-202  | 97 Stat. 1381    | H.R. 2906  | 로널드 W. 레이건   |
| 1987년 12월 24일 | P.L. 100-213 | 101 Stat. 1444   | H.R. 2689  | 로널드 W. 레이건   |
| 1989년 12월 11일 | P.L. 101-216 | 103 Stat. 1853   | H.R. 1495  | 조지 H. W. 부시    |

## 같이 보기
- 미국군 특수무기계획
- 비핵화
- 무기 수출 규제법
- 1978년 핵확산금지법
- 1954년 원자력법
- 1991년 소련 핵 위협 감소법
- 1968년 해외 군사 판매법
- 1939년 전략 및 중요 물자 비축법
- 1971년 해외 군사 판매법
- 시밍턴 수정안
- 핵 군비 경쟁
- 우라늄 제분 찌꺼기 방사선 통제법

## 영상 자료
“71972 1983 Nuclear Arms Control Regime Film / Nuclear Safeguards”. 《Periscope Film》. U.S. Arms Control and Disarmament Agency. 1983.